# إسناد زائف
الإسناد الزائف (بالإنجليزية: False attribution) هو مصطلح يشير عمومًا إلى الإسناد الخاطئ، حينما تُسند الاقتباسات أو الأعمال إلى الشخص أو المجموعة الخطأ، وذلك إمَّا عمدًا أو بناءً على معلومات مغلوطة. أو يمكن أن يُشير مصطلح الإسناد الزائف إلى مغالطة محددة عندما يستند المدافع إلى مصدر ليس مرتبطاً أو مؤهلاً أو غير معرَّف به أو متحيز أو مُصطنع من أجل أن يدعم حجته.

## المغالطة
مغالطة الإسناد الزائف هي نوع من مغالطات الاحتكام إلى السلطة، حينما يقوم المحاور بإخفاء أو الإعلاء من شأن مصداقية المصدر الذي يلجأ إليه بغية تنميق وتحسين حجته.
فمن أشكال الإسناد الزائف أن يقوم المحاور المدلس باصطناع مصدر، مثل اصطناع موقع إلكتروني مزيف، من أجل أن يدعم ادعائه. وعلى سبيل المثال، كانت مؤسسة «معهد ليفيت» عبارة عن مؤسسة وهمية اُختلقت عام 2009 فقط من أجل خداع الأستراليين والإعلام الأسترالي بالقول بأن سيدني هي أكثر المدن الأستراليَّة سذاجةً.

## الاقتباس من خارج السياق
يُعدّ الاقتباس من خارج سياق الكلام أحد أنواع الإسناد الزائف؛ فهو مغالطة صورية تنتج من نزع نص من النصوص المجاورة له بصورة تشوه معناه الأصلي. يُطلق البعض على هذه المغالطة اسم الاستئصال السياقي، وهي عملية انتقاء بعض الكلمات خارج سياق النص بصورة تشوه معنى المؤلف. لا تكمن المشكلة في هذا النوع من المغالطات في إزالة فقرة من سياق النص، إنما تكمن في نية المُقتبس الهادفة إلى انتقاء بعض العبارات من أجل خدمة هدفه؛ أي توضيح نية الكاتب أو المقصود من النص. ينتشر هذا النوع من المغالطات في الصحافة المعاصرة.

## في الإعلان
يُعتبر مثال الدعاية الفظة في مراجعات النقاد من الأمثلة الشهيرة على الاقتباس من خارج السياق. حيث تتشجع المنصات ووسائل الإعلام أن تقتبس من مراجعات النقاد ما يخدم دعاية المنتج التي تقدمه، مما يسئ من فهم السياق الكامل لرأي الناقد.

## الطب البديل
بتحليل الأدلة المقدمة من الرابطة البريطانية للمعالجة المثلية، والتي قدمتها الرابطة إلى مجلس العموم البريطاني، وجد أنها تحتوي على عدة أمثلة تعبر عن الاقتباس من خارج السياق، حيث إنهم كانوا ينتقون الأوراق العلمية من أجل إظهارها بصورة مؤيدة لحجتهم عن كفاءة المعالجة المثلية. على سبيل المثال، تستنتج ورقة علمية أن «هناك دليل على أن المعالجة المثلية أكثر كفاءة من العلاج الوهمي» دون أن يتبعوها بالفقرة التي تليها والتي تفيد بأن «الدليل على ذلك ضعيف بسبب غياب الكفاءة المنهجية للتجارب السريرية. وأن الدراسات ذات الكفاءة المنهجية كانت سلبية في هذا الشأن مقارنة بالدراسات ذات الكفاءة المنهجية المنخفضة».

## التعريف الخاطئ للمصدر
يُعتبر تأثير ماثيو من الحالات الأخرى لسوء الإسناد، عندما يُسند الاقتباس إلى شخص شهرته تفوق المؤلف الحقيقي. قد يؤدي ذلك إلى أن يكون الاقتباس أكثر شهرة، لكنه يؤدي في نفس الوقت إلى نسيان المؤلف الأصلي.
في الدراسات التوراتية اليهودية، توجد مجموعة كاملة من الكتب زائفة الإسناد تُعرف باسم الكتاب المنحول.
ربما تنشأ تلك الإسنادات الزائفة من نوع من الحجج المغلوطة، إذا كان الغرض من استخدام الاقتباس أن يكون مقنعًا، ونسبه إلى شخص مشهور (سواء كان عن عمد أو من الذاكرة السيئة) قد يُكسب الحجة سلطة معرفية.

## علم اجتماع المعرفة العلمية
في سوسيولوجيا العلم، صاغ روبرت ك. ميرتون مصطلح «تأثير ماثيو» من أجل وصف أن العلماء المرموقين سينالون استحقاقات أكثر مقارنة بالباحثين المغمورين، حتى إذا عمل كلاهما عملًا متشابهًا، مما يعني أن الفضل سيعود دومًا للباحث الأكثر شهرة. على سبيل المثال، سينال الجوائز الباحث المخضرم المشارك في مشروع ما، حتى لو أنهى عمله طالب لم يتخرج من الجامعة بعد.
يجادل ميرتون أن تأثير ماثيو يفوق مجرد شهرة العالم في المجتمع العلمي، ولكنه قد يمتد في ما يفوق ذلك ليصل إلى منظومة التواصل، مما يلعب دورًا في عمليات الانتقاء الاجتماعي. يضرب ميرتون أمثلة على الظهور المبالغ به لمقالات كتبها مؤلفون مشهورون مقارنة بمقالات أخرى رفيعة المستوى لمؤلفين مغمورين.
يصف ستيفن بينكر تأثير ماثيو في كتابه الملائكة الأفضل لطبيعتنا البشرية ويطبقه على مستوى المجتمعات. فهو يتأمل في الفصل التاسع سبب اعتبار كل شيء يحدث في مجتمع ما صحيح وكل شيء يحدث في مجتمع آخر خاطئ. يقترح بينكر أن ذلك يحدث بسبب حلقة تغذية رجعية إيجابية، حيث يؤدي السلوك المتهور لبعض الأشخاص إلى خلق بيئة فوضوية مما يشجع المزيد من السلوك المتهور.